# Recopa Sudamericana 2022
La Recopa Sudamericana 2022 è stata la trentesima edizione della Recopa Sudamericana. La competizione ha opposto, con partite di andata e ritorno, i vincitori della Coppa Libertadores dell'anno precedente e i vincitori della Coppa Sudamericana dell'anno precedente, rispettivamente il Palmeiras e il Athl. Paranaense.
Il Palmeiras si è aggiudicato il trofeo per la prima volta, vincendo panel computo totale per 4-2, dopo aver pareggiato per 2-2 all'andata e vinto per 2-0 al ritorno.

## Tabellini

### Andata
| Arbitro: | Tello |

|                       |           |                         |
| Terans 19’ Marlos 76’ | Marcatori | 28’ Jailson 90+7’ Veiga |

### Ritorno
| Arbitro: | Valenzuela |

|                          |           |  |
| Zé Rafael 50’ Danilo 88’ | Marcatori |  |